# سينوفارم
مجموعة الصين الوطنية للصناعات الدوائية (CNPGC) المعروفة باسم سينو فارم هي مؤسسة صينية مملوكة للدولة. كانت الشركة المساهم الرئيسي غير المباشر لشركات التداول العامة سينو فارم عبر 51-49 مشروع مشترك، سينو فارم للاستثمارات الصناعية، مع فوسن الدوائية، الصين التقليدية للطب الصيني، معظمها عبر صينو فارم القابضة بهونج كونج المحدودة. شنغهاي شينديك الدوائية عبر معهد أبحاث مملوك بالكامل ومقره في شنغهاي وبكين تيانتان المنتجات البيولوجية عبر مجموعة الصين الوطنية للمضادات.
تشرف المجموعة الوطنية الصينية للأدوية على لجنة مراقبة الأصول المملوكة للدولة التابعة لمجلس الدولة.
ظلت عدة شركات تابعة لشركة صينو فارم، مثل سينو فارم والصين الوطنية لتجارة الادوية الخارجية. ، غير مدرجة في القائمة، ولم يتم حقنها في مجموعة صينو فارم .
صنفت سينو فارم في المرتبة 205 في قائمة فورتشن غلوبال لعام 2016.

## روابط خارجية
- الموقع الرسمي
- الموقع الرسمي لشركة الصين الوطنية للتجارة الخارجية الدوائية نسخة محفوظة 24 فبراير 2020 على موقع واي باك مشين.
- الموقع الرسمي لشركة الصين سينو فارم الدولية
- الموقع الرسمي لشركة الصين الوطنية لصناعة الأدوية
- الموقع الرسمي لشركة الصين الوطنية للأجهزة الطبية المحدودة
- الموقع الرسمي لمجموعة الصين الوطنية للتكنولوجيا الحيوية